# Salix exigua
Salix exigua là một loài thực vật có hoa trong họ Liễu. Loài này được Nutt. miêu tả khoa học đầu tiên năm 1842.

## Hình ảnh

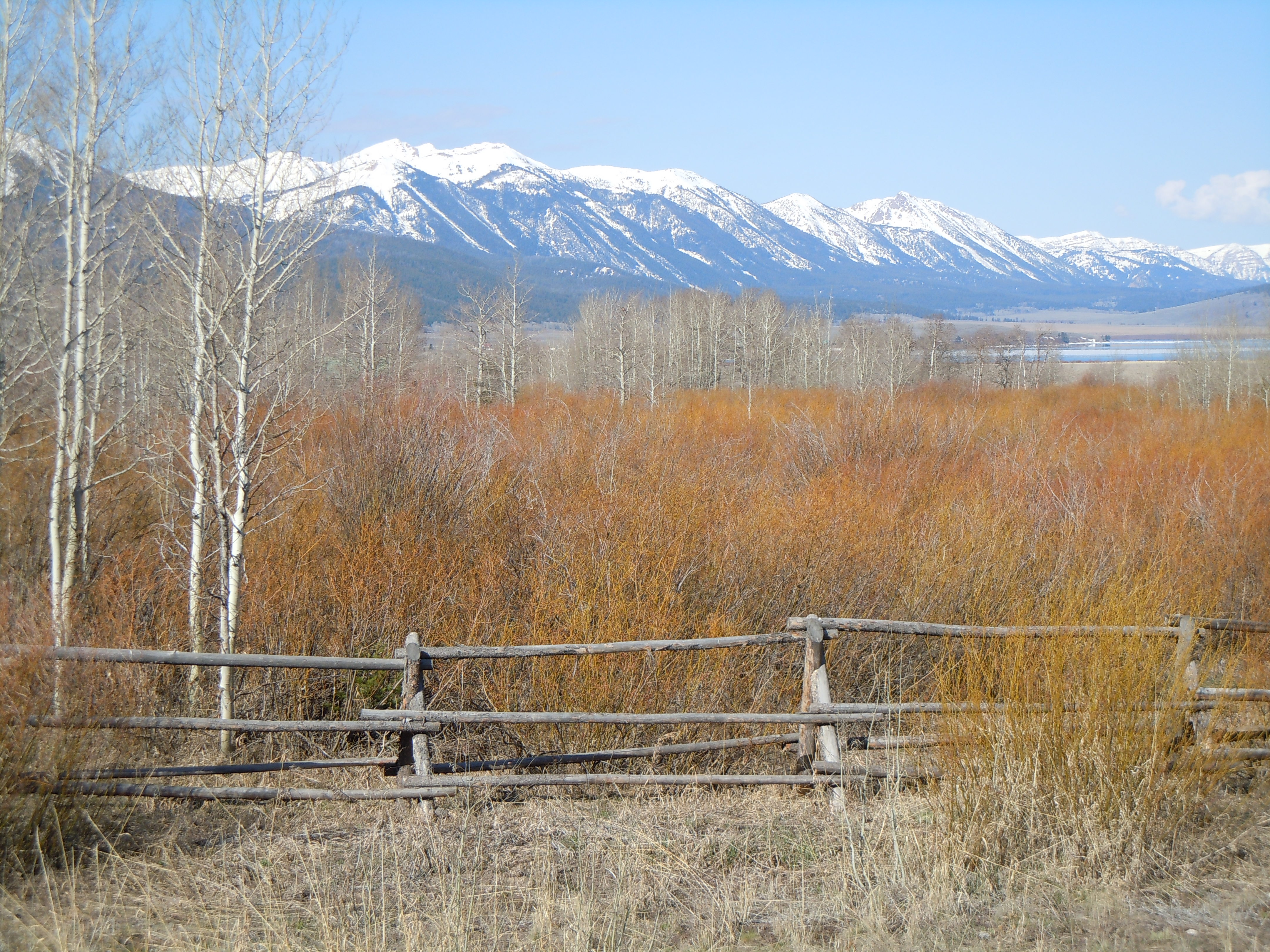
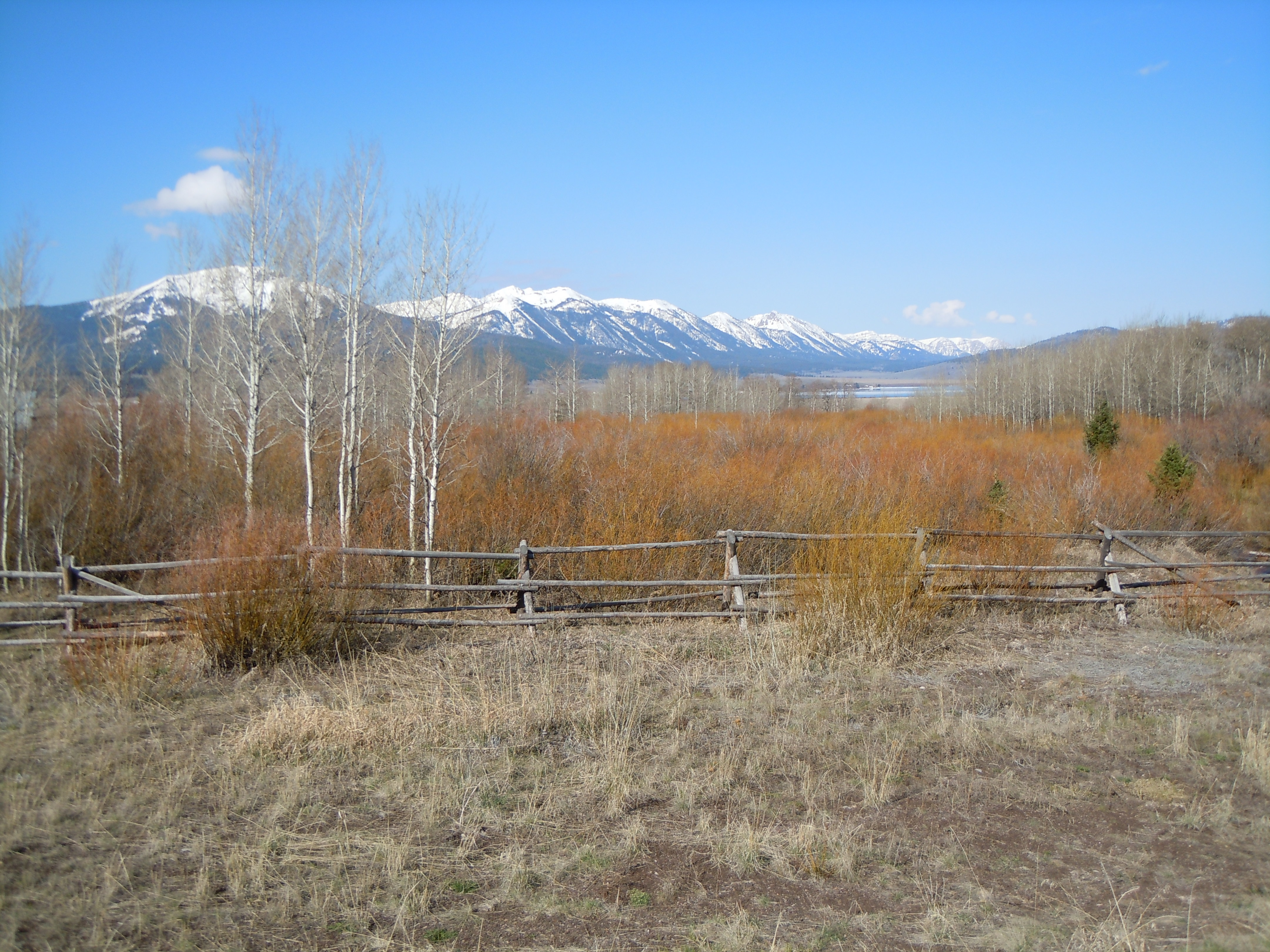
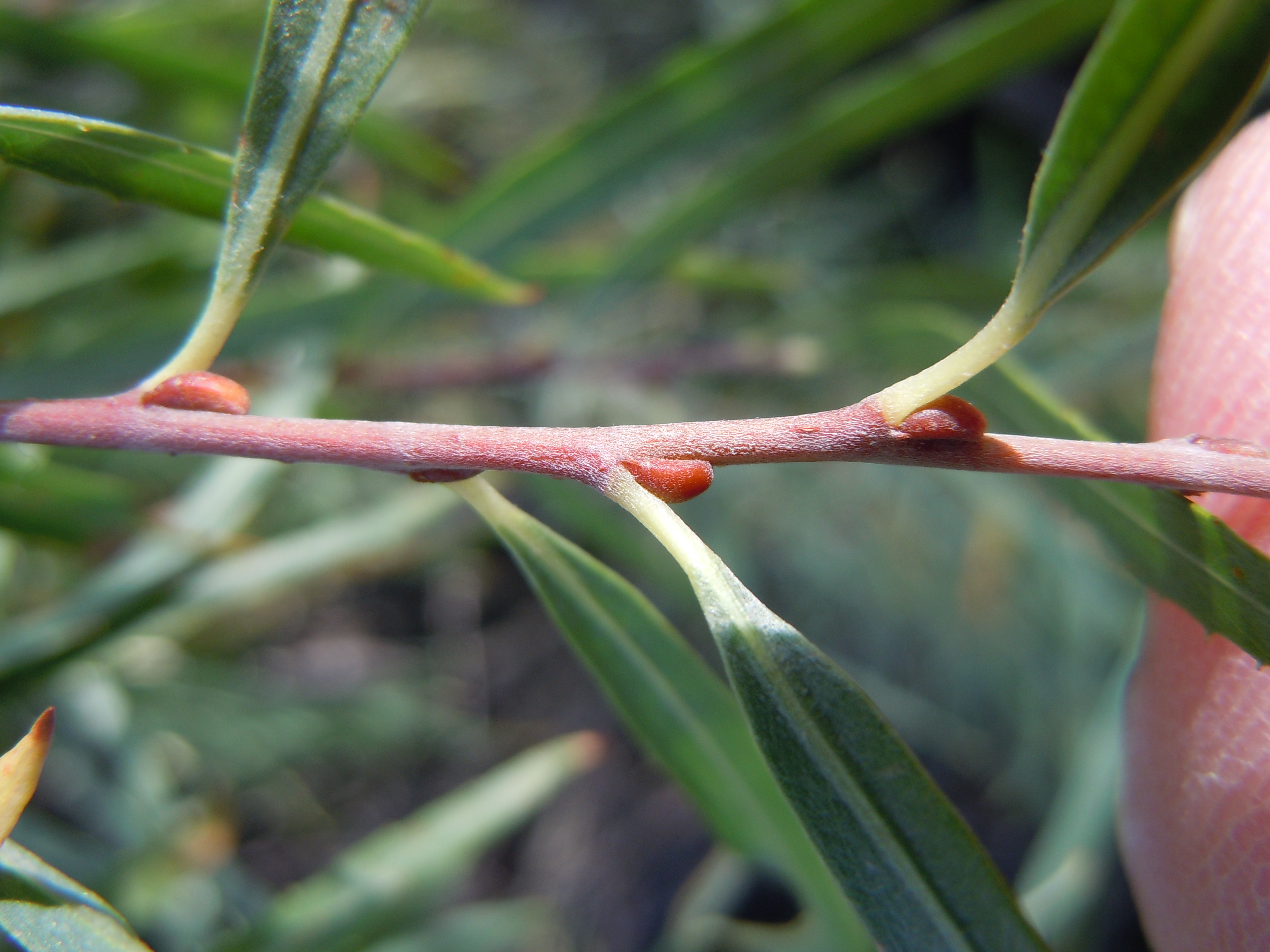
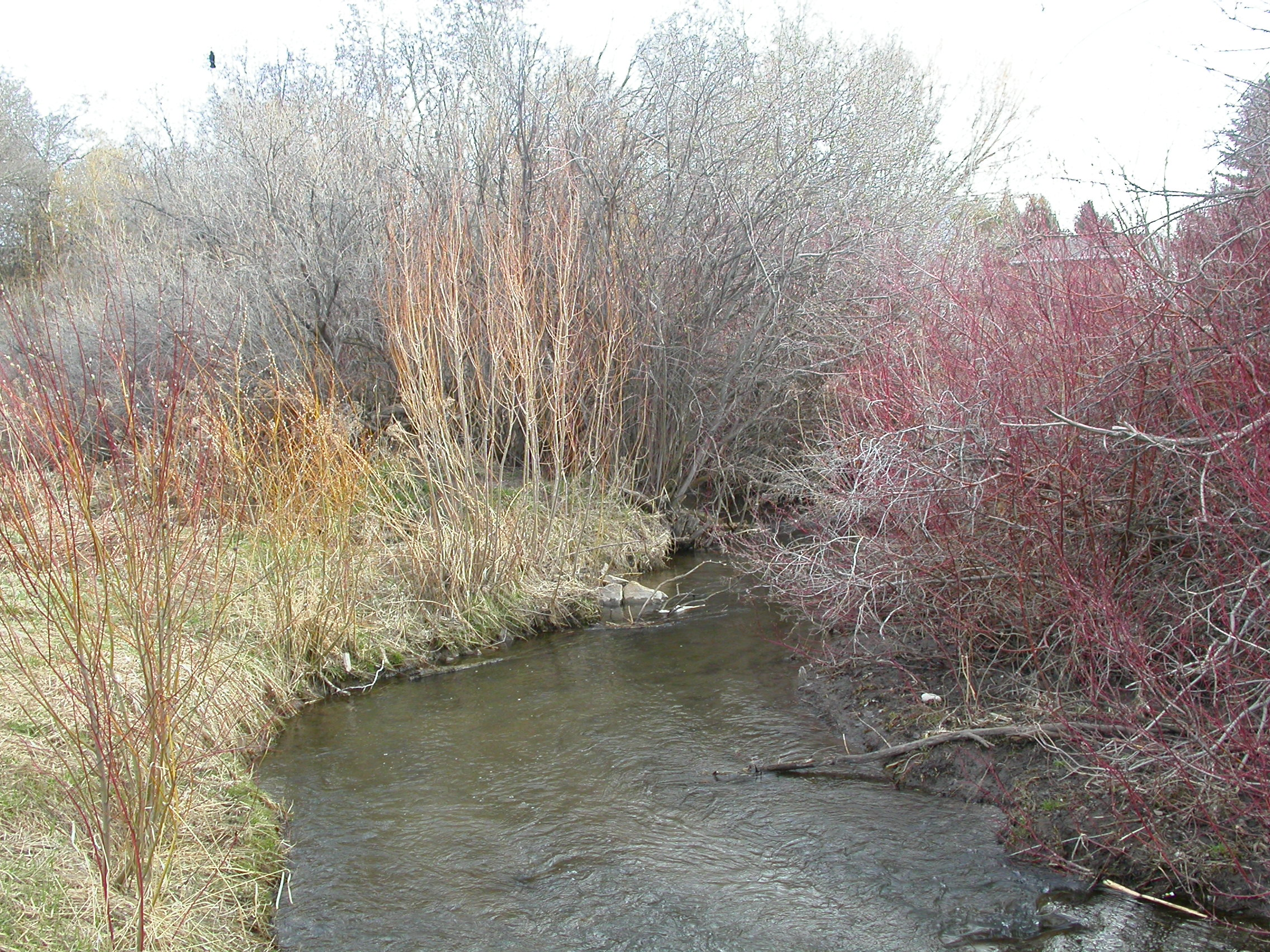